# Нокян (станция метро)
«Нокян» (кор. 녹양역) — эстакадная станция Сеульского метро на Первой линии (локального сообщения); это одна из пяти станций на территории Ыйджонбу (все на одной линии). Она представлена двумя боковыми платформами. Станция обслуживается корпорацией железных дорог Кореи (Korail). Расположена в квартале Нокян-дон (адресː 14-11 Nogyang-dong, 757 Pyeonghwaro) в городе Ыйджонбу (провинция Кёнгидо, Республика Корея). На станции установлены платформенные раздвижные двери.
Пассажиропоток — на 1 линии 9 964 чел/день (на 2012 год).
Первая линия Сеульского метрополитена была продлена на 23,2 км до города Тондучхон (через север Ыйджонбу и Янджу) — участок Канын—Соёсан, и было открыто 9 станций (Соёсан, Тондучхон, Посан, Тондучхончунан, Чихэн, Токчон, Токке, Янджу, Нокян, 15 декабря 2006 года.